# Vracovice (Znojmói járás)
Vracovice település Csehországban, a Znojmói járásban. Vracovice Horní Břečkov, Milíčovice, Šumná, Lesná és Olbramkostel településekkel határos. Lakosainak száma 194 fő (2024. január 1.).

## Népesség
A település lakosságának változását az alábbi diagram mutatja:
| Lakosok száma | 230  | 358  | 276  | 174  | 189  | 200  | 194  | 192  | 190  | 194  |
|               | 1869 | 1890 | 1921 | 1950 | 1980 | 2001 | 2017 | 2019 | 2022 | 2024 |